# 평사 투영

구 아래 평면에 대한 북극에서 평사 투영의 3D 그림

수학에서 평사 투영이란 구의 특정 점 (투영의 극 또는 중심)을 통해 그 점을 지나 지름에 수직한 평면(투영면)에 구를 투영하는 원근 투영 방식이다. 이는 투영 중심을 제외한 구 전체를 평면에 매끄럽운 전단사 함수이다. 구에 있는 원은 평면의 원이나 선(원곡선)으로 매핑되며, 각도를 보존하는 등각성을 가지고 있어 곡선이 만나는 각도를 유지하며 국소적으로 도형의 형태를 거의 그대로 유지한다. 그러나 평사 투영은 거리를 보존하는 아이소메트릭(등거리성)도, 면적을 보존하는 등적 투영도 아니다.
평사 투영은 구를 평면으로 표현할 수 있는 방법을 제공한다. 평면에서 구로의 역평사 투영에 의해 유도된 메트릭(거리 측정법)은 평면의 점들 사이의 측지 거리가 구에서 해당하는 점들 사이의 구형 거리와 동일하다는 것을 나타낸다. 평사 투영 평면에서의 2차원 데카르트 좌표계는 구면 극좌표나 3차원 데카르트 좌표계 대신 구면 해석 기하학을 수행할 수 있는 대안이다. 이는 쌍곡평면의 푸앵카레 원판의 구형 유사체이다.
직관적으로 말하면, 평사 투영은 구를 평면으로 표현하는 방법인데, 불가피하게 몇 가지 타협이 필요하다. 구와 평면이 수학 및 그 응용 분야의 다양한 곳에 등장하듯이, 평사 투영도 마찬가지이다. 평사 투영은 복소 분석, 지도 제작, 지질학, 사진 등 다양한 분야에서 사용된다. 때때로 입체 그래픽 계산은 입체 그래픽 네트 라고 불리는 특수한 종류의 그래프 용지를 사용하여 그래픽적으로 수행되며, 줄여서 스테레오넷 또는 울프 넷 이라고도 한다.

## 역사

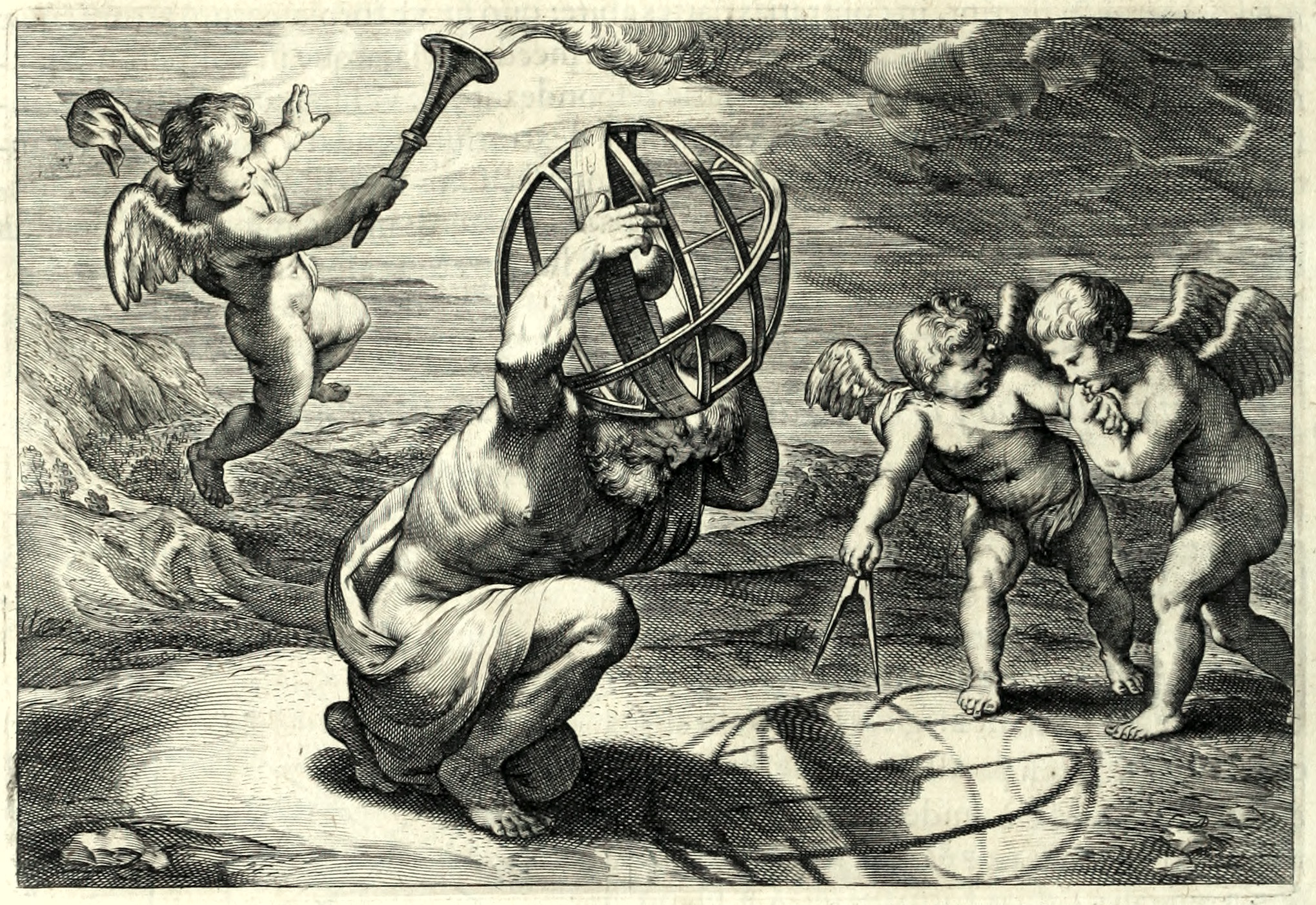
프랑수아 다길롱의 저서 《Opticorum libri sex philosophis juxta ac mathematicis utiles》에서 루벤스의 삽화. 이 삽화는 평사 투영의 특수한 경우인 일반 원근 투영의 원리를 설명한다.

평사 투영법의 기원은 정확하지 않지만, 고대 그리스 천문학자들로부터 발견되었고, 별과 행성들의 움직임을 평면 기하학으로 해석하기 위해 천구를 평면에 사영시킬 때 사용되었다고 알려져있다. 현존하는 가장 오래된 설명은 프톨레마이오스의 플라니스피어(기원전 2세기)에서 찾을 수 있지만, 시네시우스(기원전 400년경)가 히파르쿠스(기원전 2세기)에게 모호하게 기인했으며[1] 아폴로니우스의 원뿔(기원전 200년경)에는 평사 투영법이 원과 원을 매핑한다는 특성을 증명하는 데 중요한 정리가 포함되어 있다.
알렉산드리아의 테온(4세기) 시기까지, 평사 투영도는 디옵트라와 결합되어 성반이라는 휴대 가능한 장치로 발전했다. 이 장치는 별의 위치를 측정하고 다양한 천문학적 계산을 수행할 수 있었다. 성반은 비잔티움 천문학자들에 의해 지속적으로 사용되었으며, 중세 이슬람 천문학자들에 의해 크게 발전되었다. 이 기술은 11세기에서 12세기에 아랍어 문서들이 라틴어로 번역되면서 서유럽으로 전해졌다.
16세기와 17세기에 이르러, 평사투영의 적도면 투영 방식은 동반구와 서반구의 지도를 제작하는 데 흔히 사용되었다. 1507년 발터리우스 루드(Gualterius Lud)가 제작한 지도가 평사 투영으로 그려졌을 가능성이 있으며, 이후 장 로제(Jean Roze, 1542), 루몰드 메르카토르(Rumold Mercator, 1595) 등의 지도에서도 사용되었다. 성도에서는 이미 고대 천문학자들, 예를 들어 프톨레마이오스(Ptolemy) 등이 이 적도 투영 방식을 사용했다.
프랑수아 다길롱(François d'Aguilon)은 1613년 저서 《Opticorum libri sex philosophis juxta ac mathematicis utiles》에서 '평사 투영'이라는 명칭을 처음으로 사용했다.
16세기 후반에 토머스 해리엇(Thomas Harriot)은 평사 투영이 각을 보존한다는 사실을 증명했으나, 그의 증명은 출판되지 않고 300년 넘게 상자 속에 묻혀 있었다. 1695년, 에드먼드 핼리(Edmond Halley)는 성도에 대한 관심에서 동기를 얻어 최초로 평사 투영의 증명을 출판했다. 그는 친구인 아이작 뉴턴(Isaac Newton)이 발명한 새로운 도구인 미적분학을 사용하여 이를 증명했다.

## 정의

### 첫번째 정의

북극에서 평면 으로 단위 구의 평사 투영. 여기서는 단면으로 표현했다.

삼차원 공간 R3에 있는 단위구 S2는 x2 + y2 + z2 = 1이 되는 점 (x, y, z)의 집합이다. N = (0, 0, 1) 이 "북극"이라고 하자, 그리고 M은 구의 나머지 부분들이다. 평면 z = 0 구의 중심을 뚫고 지나가며, 이 '적도'는 구와 이 평면의 교집합이다.
M 위의 임의의 점 P 에 대하여 점 P 를 지나는 직선 N 은 항상 유일하게 존재한다. 그리고 이 직선 N 은 평면 {\displaystyle z=0} 과 오로지 한 점 P′ 에서 만나며, 이 점을 점 P 의 평면 {\displaystyle z=0} 위로의 평사 투영이라고 한다.
데카르트 좌표계에서 구 위의 (x, y, z)와, 그를 평면 위로 사영 시킨 점 (X, Y)에 대하여 둘의 관계는 다음과 같다.
{\displaystyle {\begin{aligned}(X,Y)&=\left({\frac {x}{1-z}},{\frac {y}{1-z}}\right),\\(x,y,z)&=\left({\frac {2X}{1+X^{2}+Y^{2}}},{\frac {2Y}{1+X^{2}+Y^{2}}},{\frac {-1+X^{2}+Y^{2}}{1+X^{2}+Y^{2}}}\right).\end{aligned}}}
구면좌표계에서 구 위의 점 (φ, θ) (φ는 천정각, 0 ≤ φ ≤ π, θ는 방위각, 0 ≤ θ ≤ 2π) 과 극좌표계에서 평면 위의 점 (R, Θ)에 대하여 평사 투영과 그 역은 다음과 같다.
{\displaystyle {\begin{aligned}(R,\Theta )&=\left({\frac {\sin \varphi }{1-\cos \varphi }},\theta \right)=\left(\cot {\frac {\varphi }{2}},\theta \right),\\(\varphi ,\theta )&=\left(2\arctan {\frac {1}{R}},\Theta \right).\end{aligned}}}
여기서, {\displaystyle R=0} 일 때 {\displaystyle \varphi =\pi } 라고 이해된다. 그 뿐만 아니라 이 공식은 삼각함수 항등식에 의해 여러 다른 형태로 다시 표현할 수 있다. 원통 좌표계에서 구 위의 점 (r, θ, z) 과 극좌표계에서 평면 위의 점 (R, Θ)에 대하여 평사 투영과 그 역은 다음과 같다.
{\displaystyle {\begin{aligned}\xi &={\frac {x-iy}{1+z}},\\(x,y,z)&=\left({\frac {2\operatorname {Re} \xi }{1+{\bar {\xi }}\xi }},{\frac {-2\operatorname {Im} \xi }{1+{\bar {\xi }}\xi }},{\frac {1-{\bar {\xi }}\xi }{1+{\bar {\xi }}\xi }}\right)\end{aligned}}}

### 다른 협약들

북극에서 평면 으로 단위 구의 평사 투영. 여기서는 단면으로 표현했다.

몇몇 저자들은 평사 투영을 북극 {\displaystyle (0,0,1)}에서 단위구와 남극 {\displaystyle (0,0,-1)}에서 접하는 평면 {\displaystyle z=-1} 위로의 투영으로 정의한다. 이는 위에서 설명한 적도면 위로 점을 투영시키는 함수와, 그것을 극좌표 평면 위로 중심 닮음 변환을 하는 함수의 합성으로 표현할 수 있다. 중심 닮은 변환은 상을 2배율로 키우므로(구의 반지름에 대한 지름의 비율), 이 투영을 통해 나온 X 와 Y는 앞서 설명한 적도 투영법보다 정확히 2배의 값을 가지게 된다. 예를 들어서, 적도를 이 방법으로 투영하면 적도보다 2배의 반지름을 가지고 중심이 같은 축에 있는 원이 그려진다. 적도 투영 (위에서 설명한 평사 투영의 첫번째 정의)은 적도에서 무한대 면적 왜곡을 생성하지 않지만, 이 극-접평면 투영 (현재 설명하고 있는 평사 투영의 두번째 정의)은 대신 남극에서 무한대 면적 왜곡을 생성하지 않는다.

또 다른 저자들은  {\displaystyle r={\frac {1}{2}}}인 구와 {\displaystyle z=-{\frac {1}{2}}} 인 평면을 사용하여 평사 투영을 정의한다. 이 경우 공식은 다음과 같다.
{\displaystyle {\begin{aligned}(x,y,z)\rightarrow (\xi ,\eta )&=\left({\frac {x}{{\frac {1}{2}}-z}},{\frac {y}{{\frac {1}{2}}-z}}\right),\\(\xi ,\eta )\rightarrow (x,y,z)&=\left({\frac {\xi }{1+\xi ^{2}+\eta ^{2}}},{\frac {\eta }{1+\xi ^{2}+\eta ^{2}}},{\frac {-1+\xi ^{2}+\eta ^{2}}{2+2\xi ^{2}+2\eta ^{2}}}\right).\end{aligned}}}

에서 평면 로 단위 구의 평사 투영. 여기서는 단면으로 표현했다.

일반적으로, 누구나 구 위의 임의의 점 Q 에 대해 아래 조건을 만족시키는 평면 E 로 투영 시키는 것을 "평사 투영"이라고 정의할 수 있다.
- E 는 Q 를 지나는 구의 반지름과 평행하다.
- E 는 Q 를 포함하고 있지 않다.

M 위의 임의의 점 P에 대해서, N 과 P를 통과하는 고유한 선이 있으며, 이 선은 평면 z = 0과 오로지 한 점 P′에서 교차한다. 이 점을 P의 평면 위로의 평사 투영이라고 정의한다.

### 일반화
더 일반적으로, 평사영 투영은 {\displaystyle (n+1)}차원 유클리드 공간 En+1의 {\displaystyle n}차원 단위 초구 Sn에서 적용될 수 있다. 만일 Q 가 Sn 과 En+1 차원의 초평면 E 위에 있는 점이라면, 점 P ∈ Sn − Q}{\displaystyle P\in \{S^{n}-Q\}}의 평사 투영은 {\displaystyle {\overline {QP}}} 와 {\displaystyle E} 의 교점 {\displaystyle P'}이다. 데카르트 좌표계로 정의된 Sn 위의 점 {\displaystyle x_{i}} (i from {\displaystyle 0} to {\displaystyle n})과 Q = (1, 0, 0, ..., 0) ∈ Sn 에 대하여 점 {\displaystyle x_{i}}를 {\displaystyle E} 위로 평사 투영한 점 {\displaystyle X_{i}} (i from {\displaystyle 1} to {\displaystyle n})은 다음과 같다.{\displaystyle X_{i}={\frac {x_{i}}{1-x_{0}}}\quad (i=1,\dots ,n).}이는 아래 식에서 다음을 정의하는데 사용된다.{\displaystyle s^{2}=\sum _{j=1}^{n}X_{j}^{2}={\frac {1+x_{0}}{1-x_{0}}},}역은 다음과 같다.{\displaystyle x_{0}={\frac {s^{2}-1}{s^{2}+1}}\quad {\text{과}}\quad x_{i}={\frac {2X_{i}}{s^{2}+1}}\quad (i=1,\dots ,n).}
더 일반화 하자면, 사영 공간 {\displaystyle P^{n+1}} 에서 비단항 이차 초곡면 {\displaystyle S} 를 생각하자. 다시 표현하자면, {\displaystyle S} 는 비단항 이차식 {\displaystyle f(x_{0},...,x_{n+1})} 이 0이 되는 동차좌표 {\displaystyle x_{i}} 의 자취이다. {\displaystyle S} 위의 임의의 점 {\displaystyle Q} 과 {\displaystyle Q} 를 포함하지 않는 {\displaystyle P^{n+1}} 안의 초평면 {\displaystyle E} 를 고정하면, {\displaystyle \{S-Q\}} 위에 있는 {\displaystyle P}의 평사 투영은 {\displaystyle {\overline {QP}}} 와 평면 {\displaystyle E} 의 교점이고, 유일하다. 앞서 설명했듯, 평사 투영은 빽빽한 자리스키 열린 집합에서 등각성, 가역성을 만족한다. 평사 투영은 이차 초평면을 유리 다양체로 표현한다. 이 구조는 대수 기하학 및 등 공형 기하학에서 중요한 역할을 한다.

## 특성
위에서 첫번째로 정의 됐던 평사 투영은 "남극" {\displaystyle (0,0,-1)} 을 단위구의 적도 {\displaystyle (0,0)} 로 투영시키고, 남반구는 원 안으로, 북반구를 원 밖으로 투영시킨다. 
이런 평사 투영법은 투영의 기준점인 {\displaystyle N=(0,0,1)}에서는 정의되지 않는다. 북극 근처의 점들은 투영 됐을 때 평면에서 {\displaystyle (0,0)} 으로부터 멀리 떨어 된다. 다시 말해 {\displaystyle P} 가 북극 {\displaystyle (0,0,1)} 에 가까울 수록 평면 위에 투영된 점은 {\displaystyle (0,0)} 에서 멀어진다는 것이다. 이러한 이유로 {\displaystyle (0,0,1)}을 평면에서 "무한"에 대응한다고 말하는 것이 일반적이며, 구에 무한원점을 추가하여 평면을 완성한다고 말한다. 이 개념은 사영 기하학과 복소 해석학에서 유용하게 사용된다. 순전히 위상수학적 관점에서 보면, 구가 평면의 알렉산드로프 콤팩트화와 위상 동형임을 알 수 있다.
데카르트 좌표계에서, 구 위의 점 {\displaystyle P(x,y,z)} 과 그의 평면상의 상 {\displaystyle P'(X,Y)} 은 둘 다 유리수 좌표를 가지거나, 둘 다 유리수 좌표(Rational point)를 가지지 않아야 한다. (하나는 유리수고, 다른 하나는 무리수 일 수 없다는 뜻이다. 둘 다 유리수 거나, 둘 다 무리수 거나)
{\displaystyle P\in \mathbb {Q} ^{3}\iff P'\in \mathbb {Q} ^{2}}

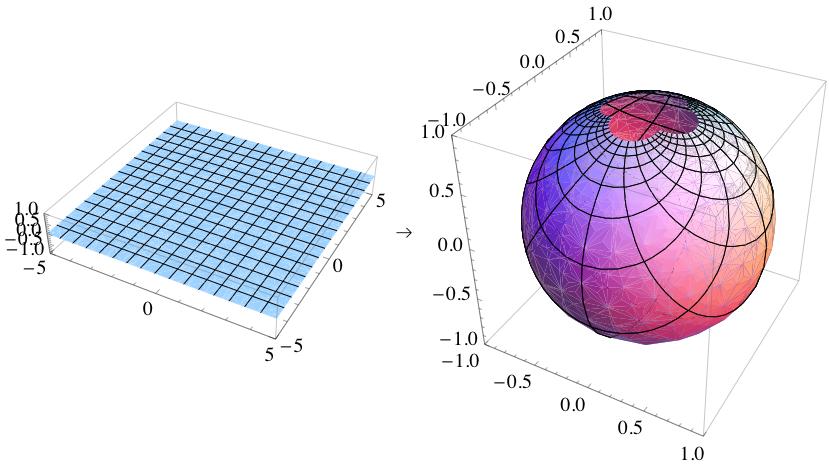
평면의 데카르트 격자가 구에서 왜곡되어 나타난 그림. 격자 선은 여전히 수직이지만 격자 사각형의 영역은 북극에 가까워질수록 축소된다.

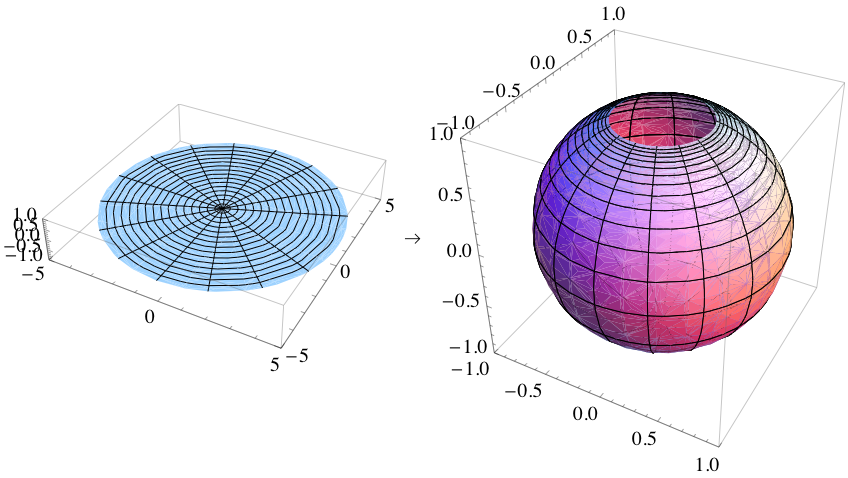
평면의 극좌표 격자가 구에서 왜곡되어 나타난 그림. 그리드 곡선은 여전히 수직이지만 그리드 섹터의 영역은 북극에 가까워질수록 축소된다.

평사 투영법은 등각성을 가진다; 다시 말해 곡선이 서로 교차하는 각도를 보존한다 (그림 참조). 반면에, 면적은 보존하지 않는다; 일반적으로, 구의 면적은 평면에 투영된 면적과 같지 않다. 미소 면적은 다음과 같이 (X, Y) 좌표에 의해 표현된다.
{\displaystyle dx={\frac {2\,dt}{t^{2}+1}}.}
단위 원 X2 + Y2 = 1 을 따라서는 면적 팽창이 일어나지 않아 배율이 {\displaystyle 1}이 된다. {\displaystyle (0,0)} 근처에서 면적은 {\displaystyle 4}배까지 팽창하고, 무한대에 가까운 영역에서는 미소하게 ({\displaystyle 0}에 가까운) 팽창한다.
그 공식은 (X, Y) 좌표에 대해 나타내진다.
{\displaystyle dx={\frac {2\,dt}{t^{2}+1}}.}
이 독특한 공식은 1854년 베른하르트 리만가 저술한 기하학의 기초에 관한 저서인 '기하학의 기초에 대한 가설에 대하여(Habilitationsschrift )'에서 등장한다. 원문 제목은 'Über die Hypothesen welche der Geometrie zu Grunde'이다.
구체를 만든 평면 지도는 등각성도, 면적보전성도 가지지 않는다. 그게 가능하려면 국지성 등거리 변환일 것이며 가우스 곡률을 보존할 것이다. 구와 평면은 다른 가우스 곡률을 가지므로, 앞서 말한 기하적 특성이 구면에서와 일치하는 평면 지도는 불가능하다.
점의 평사 투영점을 지나지 않는 구에 있는 원은 평면에 원으로 투영된다. 선의 평사 투영을 지나는 구에 있는 원은 평면에 선분으로 투영된다. 이   선들은 무한대의 점을 통과하는 원, 혹은 반지름이 무한대인 원으로 간주되기도 한다. 이런 특징들은 {\displaystyle x,y,z}를 {\displaystyle X,Y,Z} 로 치환하면 알 수 있다. § 첫번째 공식 에서 구에 있는 원을 포함하는 평면의 방정식 {\displaystyle ax+by+cz-d=0} 에 {\displaystyle X,Y,Z} 를 대입하여 분모를 약분하면 원의 방정식 (또는 2차 방정식) {\displaystyle (c-d)(X^{2}+Y^{2})} 을 얻을 수 있다. {\displaystyle c=d} 라면, 다시 말해 평면이 투영점을 지나게 된다면, 이 방정식은 선형적이게 된다.
평면 위의 모든 선들은, 평사 투영의 역에 의해 구 위에 있는 원이 된다면, 투영점을 지나게 된다. 평면과 교차하지 않는 서로 평행한 두 직선은 투영점에서 서로 접하는 원으로 변환되게 된다. 교차하는 선들은 구의 서로 다른 두 점에서 횡 방향으로 교차하는 원이 되고, 이 두 점 중 하나는 투영점이 된다. (실사영평면에 대해서도 비슷한 설명이 적용되지만 교차 관계는 다르다.)

다양한 록소드롬(항정선)이 뚜렷한 색상으로 표시된 구체.

구의 록소드롬(항정선)은 평면에서 다음과 같은 형태의 곡선에 매핑된다.
{\displaystyle R=e^{\Theta /a},\,}
매개변수 a 는 록소드롬의 "조임"을 나타낸다. 그렇기 때문에 이들은 로그 나선에 해당한다. 록소드롬이 구의 경선을 일정한 각도로 만나듯이, 이 나선은 평면에서 방사형 선과 동일한 각으로 만난다.

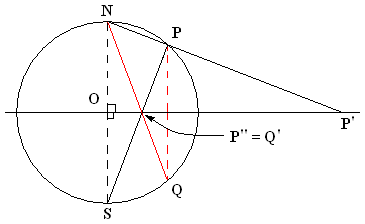

평사 투영은 간단한 방법으로 평면 반전과 관련이 있다. {\displaystyle P} 와 {\displaystyle Q} 를 구 위의 두 점이라고 가정하고, 각각을 평면에 사영 시킨 점을 {\displaystyle P'} 과 {\displaystyle Q'} 이라고 하자. 그러면 {\displaystyle P'} 과 {\displaystyle Q'} 이 적도 원의 이미지에서 서로 역 이미지일 조건은 {\displaystyle P} 와 {\displaystyle Q} 가 적도면에서 대칭일 조건과 필요충분이다.
다시 말해서, 만약
- {\displaystyle P} 가 구 위의 한 점이지만, '북극' {\displaystyle N}이 아니고 그 반대편인 '남극' {\displaystyle S}도 아닐 때
- {\displaystyle P'} 은 {\displaystyle N} 를 투영점으로 하는 평사 투영에서의 {\displaystyle P}의 이미지이고,
- {\displaystyle P''} 는 {\displaystyle S} 를 투영점으로 하는 평사 투영에서의 {\displaystyle P}의 이미지이면

{\displaystyle P'} 와 {\displaystyle P''} 단위 원에서 서로의 역 이미지이다.
{\displaystyle \triangle NOP^{\prime }\sim \triangle P^{\prime \prime }OS\implies OP^{\prime }:ON=OS:OP^{\prime \prime }\implies OP^{\prime }\cdot OP^{\prime \prime }=r^{2}}

## Wulff net

수작업으로 평사 투영의 플롯을 만드는 데 사용되는 울프넷 또는 스테레오넷

중심 C와 투영면 𝜋를 갖는 평사 투영에 의한 울프 그물(빨간색 원 안의 원형 그물) 생성

컴퓨터를 이용하면 위에서 제시된 공식을 사용하여 평사 투영 그래프를 그릴 수 있다. 그러나 손으로 그릴 경우, 이러한 공식을 다루기 어렵다. 대신, 이를 위해 특별히 설계된 그래프 용지를 사용하는 것이 일바적이다. 이 특별한 그래프 용지는 스테레오넷 또는 러시아 광물학자 조지(유리 빅토르비치) 울프(George Wulff)의 이름을 따서 울프 넷 (Wulff net)이라고 불린다.
여기 보여지는 울프넷은 적도의 한 지점을 중심으로 반구의 위도선과 경도선의 평사 투영이다. (행성의 동반구나 서반구처럼).
그림에서 평사 투영의 면적 왜곡 특성은 네트 중앙 근처의 격자 구역과 오른쪽이나 왼쪽에 위치한 구역을 비교하여 확인할 수 있다. 두 구역은 구 위에서 동일한 면적을 가지고 있지만, 디스크에서는 후자가 전자의 면적보다 거의 네 배 더 크다. 격자가 더 촘촘해지면, 이 비율은 정확히 4에 가까워진다.
울프넷에서 위도선과 경도선의 교차는 직각을 이루고 있다. 이러한 직교성은 평사 투영의 각 보존 특성에 따른 결과다. (하지만 각 보존 특성은 이보다 더 강력한 특성이다. 위도선과 경도선의 직교성을 유지하는 모든 투영이 각을 보존하는 것은 아니다.)

울프넷에 점을 그리기 위한 1~4단계 그림

울프넷의 사용 예로, 얇은 종이에 인쇄된 울프넷 두 장을 서로의 중심에 정렬하여 붙인다고 상상해 보자. P라는 점은 하부 반구에 있으며, 그 구면 좌표는 {\displaystyle (140^{\circ },60^{\circ })}이고, 직교 좌표는 {\displaystyle (0.321,0.557,-0.766)}이다. 이 점은 {\displaystyle x}축 양의 방향에서 {\displaystyle 60^{\circ }} 반시계 방향(또는 {\displaystyle y}축 양의 방향에서 {\displaystyle 30^{\circ }} 시계 방향)으로 회전하고, {\displaystyle z=0}인 수평면에서 {\displaystyle 50^{\circ }} 아래에 위치한다. 이러한 각이 알려지면, {\displaystyle P}를 그리는 4단계는 다음과 같다:
1. 이 그림에서 격자는 {\displaystyle 10^{\circ }} 간격으로 배치되어 있는데, 그리드를 사용해 {\displaystyle (1,0)} 지점에서 {\displaystyle 60^{\circ }} 반시계 방향(또는 {\displaystyle (0,1)} 지점에서 {\displaystyle 30^{\circ }} 시계 방향)으로 넷 가장자리에 해당하는 지점을 표시한다.
2. 상부 넷를 회전시켜 이 지점을 하부 네트의 {\displaystyle (1,0)} 지점과 정렬시킨다.
3. 하부 네트의 격자를 사용하여 해당 지점에서 중심 쪽으로 {\displaystyle 50^{\circ }} 떨어진 지점을 표시한다.
4. 상부 네트를 원래 방향으로 반대로 회전시켜 하부 네트와 다시 정렬시킨다. 3단계에서 표시한 점이 우리가 원하는 투영된 점이다.

다른 각이 {\displaystyle 60^{\circ }}와 {\displaystyle 50^{\circ }}와 같은 정수각이 아닌 점들을 그리려면, 가장 가까운 격자선 사이에서 시각적으로 보간해야 한다. {\displaystyle 10^{\circ }}보다 더 촘촘한 간격의 네트를 사용하는 것이 도움이 된다. {\displaystyle 2^{\circ }} 간격의 네트가 일반적이다.
구 위에서 두 점 사이의 중심각을 평사 투영으로 구하려면, 투영된 도형을 울프넷 위에 겹쳐 놓고 중심을 기준으로 회전시켜 두 점이 경도선 위 또는 가까이에 오도록 한다. 그런 다음 그 경도선을 따라 격자선을 세어 두 점 사이의 각을 측정한다.

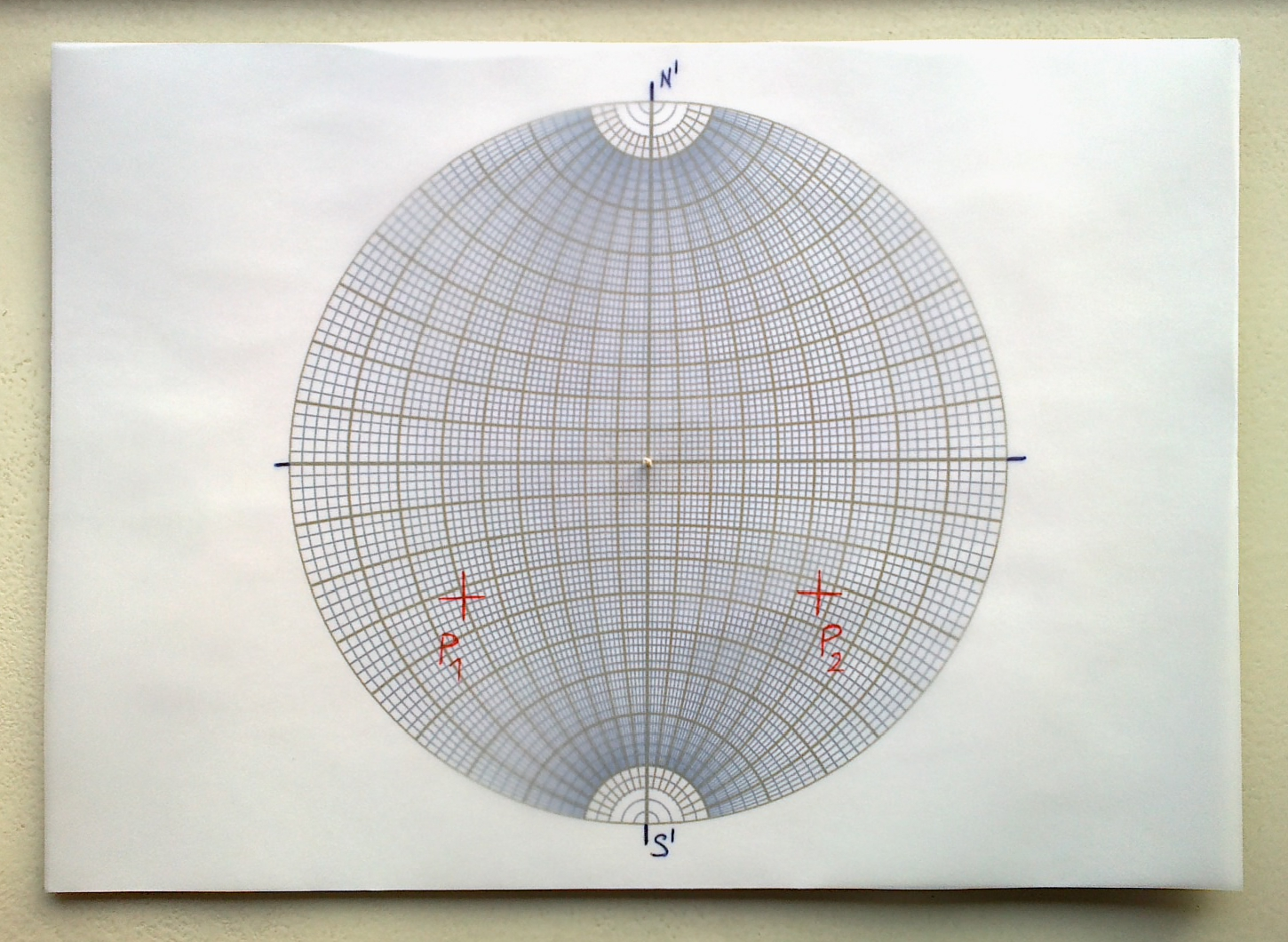
두 점 {\displaystyle P_{1}}과 {\displaystyle P_{2}}는 울프망의 원점에 접착된 투명 시트에 그려져 있다.
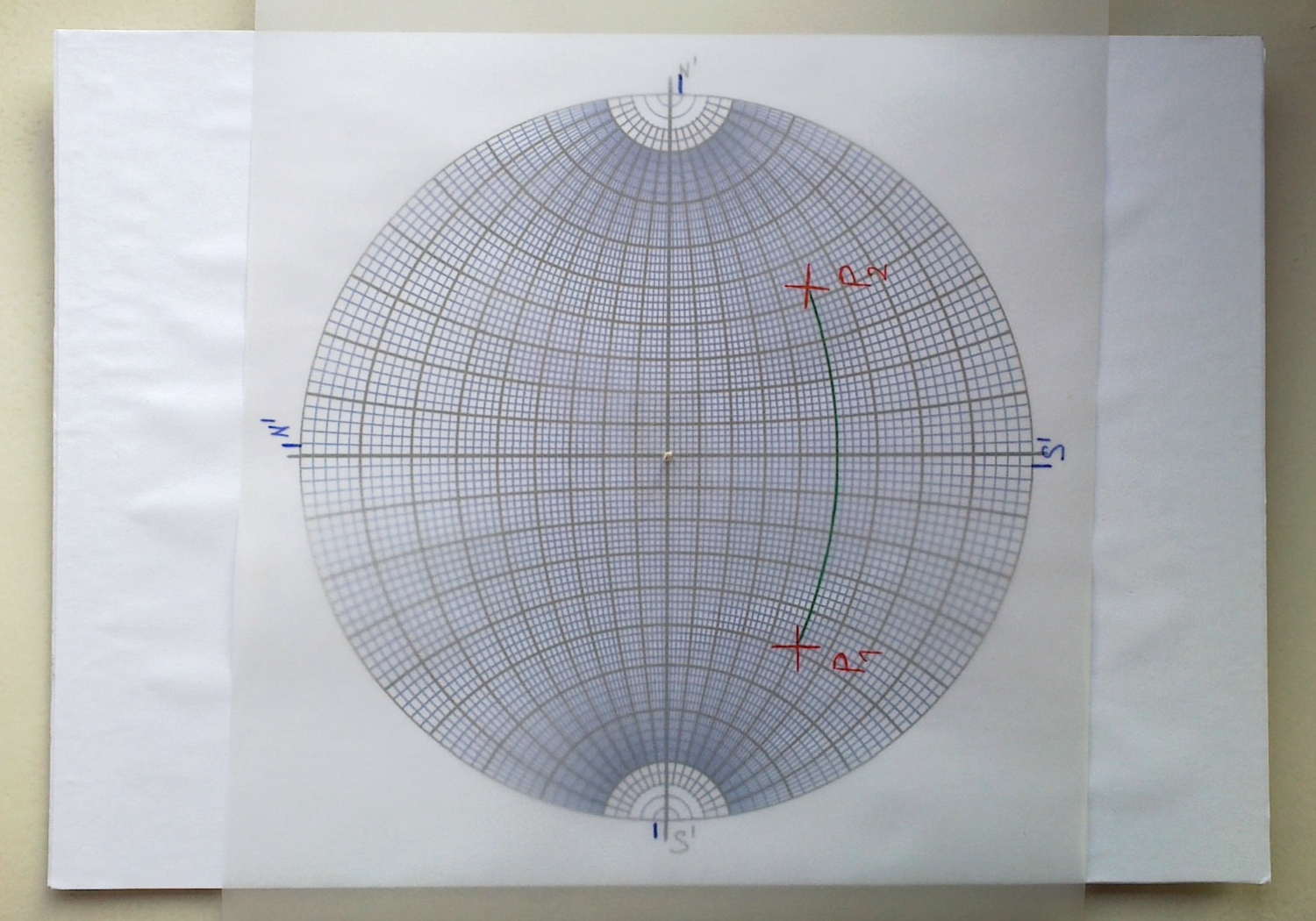
투명 시트가 회전하고 공통 자오선을 따라 두 지점 {\displaystyle P_{1}}과 {\displaystyle P_{2}}에 대한 중심 각도를 읽으면 된다.

## 수학에서의 사용

### 복소수 분석

구의 북극에서 적도면으로의 평사 투영은 구와 적도면 사이에 ∞로 표시된 무한대의 점으로 확장된 구와 적도면 사이의 일대일 대응을 설정한다. 적도면이 복소 평면인 경우 리만 구의 시각화를 제공한다.

어떤 평사 투영이 구의 한 점(투영점)을 놓치더라도 서로 다른 투영점에서 두 개의 투영을 사용하여 전체 구를 매핑할 수 있다. 즉, 구는 평면에서 두 개의 스테레오그래픽 파라미터화(투영의 역)로 커버할 수 있다. 매개변수화는 구에서 동일한 방향을 유도하도록 선택할 수 있다. 이 두 가지를 함께 사용하면 구를 방향이 지정된 표면(또는 2차원 다양체)으로 설명할 수 있다.
이 구조는 복잡한 분석에서 특별한 의미를 갖는다. 실수 평면의 점 {\displaystyle (X,Y)}은 복소수 ξ = X + iY로 식별할 수 있다. 그러면 북극에서 적도면으로의 평사 투영은 다음과 같다.
{\displaystyle {\begin{aligned}\zeta &={\frac {x+iy}{1-z}},\\\\(x,y,z)&=\left({\frac {2\operatorname {Re} \zeta }{1+{\bar {\zeta }}\zeta }},{\frac {2\operatorname {Im} \zeta }{1+{\bar {\zeta }}\zeta }},{\frac {-1+{\bar {\zeta }}\zeta }{1+{\bar {\zeta }}\zeta }}\right).\end{aligned}}}
마찬가지로, ξ = X − iY를 또 다른 복소 좌표라고 가정하면 다음과 같은 함수를 사용할 수 있다.
{\displaystyle {\begin{aligned}\xi &={\frac {x-iy}{1+z}},\\(x,y,z)&=\left({\frac {2\operatorname {Re} \xi }{1+{\bar {\xi }}\xi }},{\frac {-2\operatorname {Im} \xi }{1+{\bar {\xi }}\xi }},{\frac {1-{\bar {\xi }}\xi }{1+{\bar {\xi }}\xi }}\right)\end{aligned}}}
이를 사용하여 남극에서 적도면으로의 입체 투영을 정의한다. 그러면 ζ-좌표와 ξ-좌표 사이의 전환 맵은 (ζ = ⁠1/ξ⁠, ζ = ⁠1/ξ⁠) 이고, 이는 ξ가 무한대로 갈수록 ζ가 0에 가까워지며, 그 반대의 경우도 마찬가지이다. 이는 복소수에 대한 우아하고 유용한 무한대 개념과 실제로 리만 구에 매핑되는 전체 이형 함수 이론을 용이하게 한다. 단위 구에 대한 표준 메트릭은 리만 구에 대한 푸비니-스터디 메트릭과 일치한다.

### 선과 평면의 시각화

fcc 결정에서 8개의 <111> 영역 중 4개의 키쿠치 라인 애니메이션이다. 평면 가장자리(띠 선)가 고정된 각도로 교차한다.

3차원 공간에서 원점을 통과하는 모든 선의 집합은 실제 투영 평면이라는 공간을 형성한다. 이 평면은 3차원 공간에 포함될 수 없기 때문에 시각화하기 어렵다.
하지만 다음과 같이 원판으로 시각화할 수 있다. 원점을 통과하는 모든 선은 한 점에서 남반구 z ≤ 0과 교차하며, 이를 XY 평면에서 디스크의 한 점에 입체적으로 투영할 수 있다. 원점을 통과하는 수평선은 적도를 따라 두 개의 대척점에서 남반구와 교차하여 디스크의 경계로 투영된다. 투영된 두 점 중 하나는 디스크의 일부로 간주할 수 있으며, 적도의 대척점은 3공간에서 하나의 선과 투영된 디스크의 경계에서 하나의 점을 나타낸다(몫 토폴로지 참조). 따라서 원점을 통과하는 모든 선 집합은 투영된 디스크의 점 집합으로 나타낼 수 있다. 그러나 경계점은 일반 2차원 디스크의 경계점과 다르게 동작하는데, 그 이유는 경계점 중 하나가 디스크의 반대편에 있는 내부 점과 동시에 가깝기 때문이다(원점을 통과하는 두 개의 거의 수평인 선이 디스크의 반대편에 있는 점으로 투영될 수 있는 것과 마찬가지로).
또한 원점을 통과하는 모든 평면은 단위 구와 큰 원으로 교차하는데, 이를 평면의 흔적이라고 한다. 이 원은 스테레오그래픽 투영에서는 원에 매핑된다. 따라서 투영을 통해 평면을 디스크에서 원호로 시각화할 수 있다. 컴퓨터가 등장하기 전에는 큰 원으로 입체 투영을 하려면 빔 컴퍼스를 사용해야 하는 큰 반경의 호를 그려야 하는 경우가 많았다. 이제 컴퓨터 덕분에 이 작업이 훨씬 쉬워졌다.
각 평면에는 원점을 통과하고 평면에 수직인 평면의 극이라고 하는 고유한 선이 있다. 이 선은 원점을 통과하는 모든 선과 마찬가지로 디스크에 점으로 그릴 수 있다. 따라서 입체 투영을 사용하면 평면을 디스크의 점으로 시각화할 수도 있다. 많은 평면을 포함하는 플롯의 경우, 극을 그리면 흔적을 그리는 것보다 덜 어수선한 그림을 만들 수 있다.
이 구조는 아래에 설명된 것처럼 결정학 및 지질학에서 방향 데이터를 시각화하는 데 사용된다.

### 다른 시각화
평사 투영은 폴리토프의 시각화에도 적용된다. 슐레겔 다이어그램에서 Rn+1의 n차원 폴리토프는 n차원 구체에 투영되고, 이 구체는 다시 Rn에 입체적으로 투영된다. Rn+1에서 Rn으로 축소하면 폴리토프를 더 쉽게 시각화하고 이해할 수 있다.

### 해석 기하학

원의 유리점은 입체 투영에서 선의 유리점에 해당한다.

초등 산술 기하학에서 단위 원으로부터의 평사 투영은 모든 원시 피타고라스 삼각형을 설명할 수 있는 수단을 제공한다. 특히, 북극 (0,1)에서 x축으로 평사 투영하면 단위 원의 유리수 점(x, y)과 x축의 유리점(y ≠ 1)이 일대일 대응을 이루게 된다. 만약 (⁠m/n⁠, 0) 이 x축의 유리수 점이라면, 그 평사 투영의 역은 다음과 같다.
{\displaystyle ({\frac {2mn}{m^{2}+n^{2}}},{\frac {m^{2}-n^{2}}{m^{2}+n^{2}}})}
이는 피타고라스 삼각형에 대한 유클리드의 공식을 제공한다.

### 반각 치환

두 삼각함수 (sin x, cos x) 는 단위 원의 매개변수로 작용할 수 있다. 평사 투영은 단위원의 매겨변수화에 아래와 같은 대안을 제공한다.
{\displaystyle \cos x={\frac {1-t^{2}}{1+t^{2}}},\quad \sin x={\frac {2t}{t^{2}+1}}.}
이 재매개변수화에 의하면, 단위 원의 길이 dx 는 아래와 같이 표현된다.
{\displaystyle dx={\frac {2\,dt}{t^{2}+1}}.}
이 치환은 때때로 삼각함수를 포함한 적분을 간단하게 해준다.

## 다른 분야에서의 적용

### 지도학
지도학의 근본적인 문제는 구를 평면으로 표현할 때 각과 면적을 모두 정확하게 보존하는 지도는 없다는 것이다. 일반적으로, 면적을 보존하는 지도 투영법은 통계학에서 자주 사용되고, 각을 보존하는 (등각성) 지도 투영법은 항법에서 자주 사용된다.
평사 투영법은 후자에 해당한다. 투영 중심이 북극이나 남극에 맞춰져 있을 때, 그 장점이 더해지게 된다. 이렇게 하면 원점에서 나오는 직선에는 자오선에, 원점을 중심으로 한 원은 평행선에 투영되게 된다.

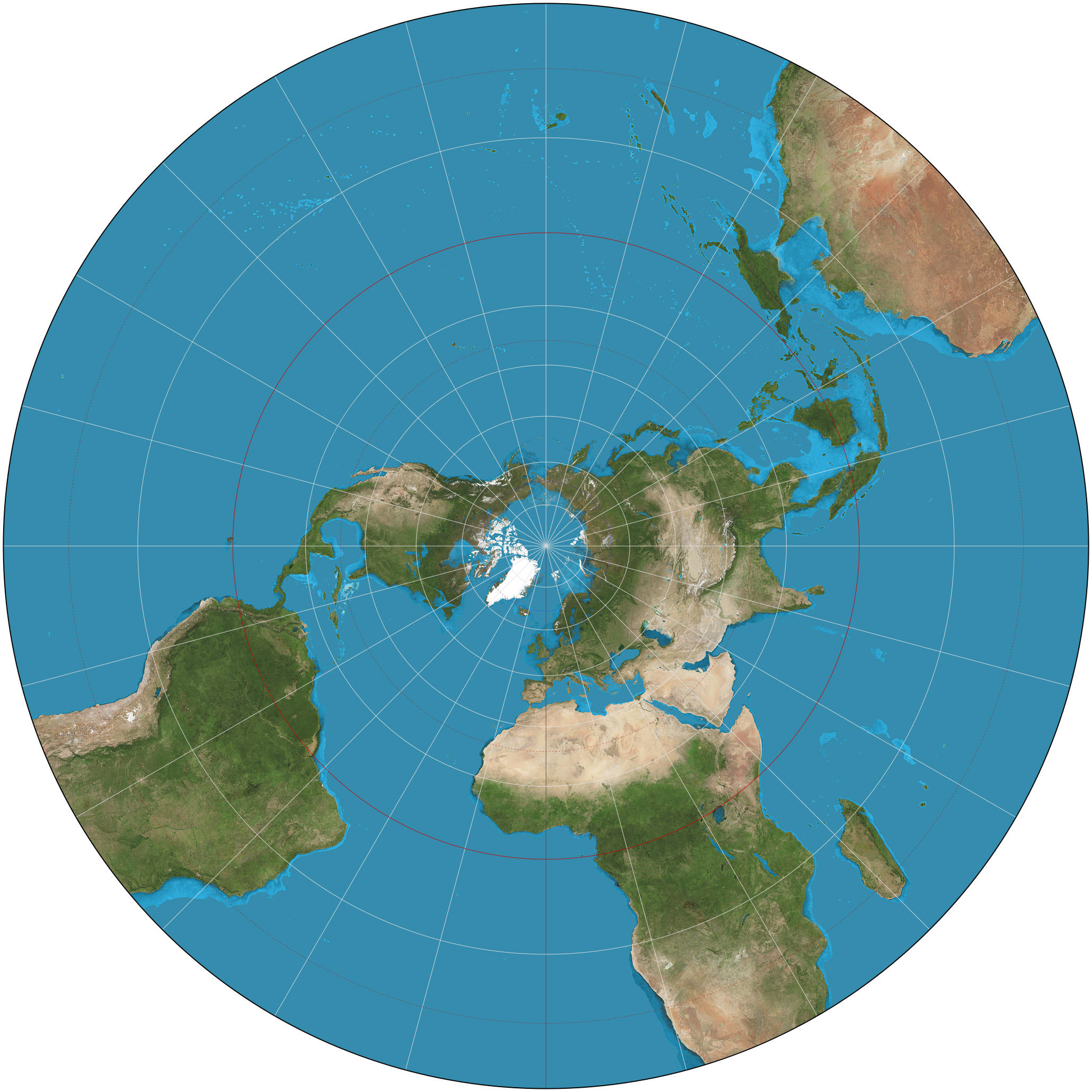
북위 30° 북쪽 세계의 입체 투영도. 경도 15°.
티쏘의 변형 지표가 적용된 입체 투영도.

### 행성과학

북위 60°의 극쪽 지역을 보여주는 달의 입체 투영도이다. 구에 원으로 표시된 크레이터는 극에 가까운지 또는 지도의 가장자리에 있는지에 관계없이 이 투영법에서는 원형으로 표시된다.

평사 투영은 유일하게 구에 있는 원을 평면 위의 원으로 투영시키는 투영법이다. 이 특징은 행성학에서 천체의 크레이터를 관찰하기 위해 평면에 사상시킬 때 굉장히 유용하다. 투영점을 통과하는 원들은 무한한 반지름을 가져 선으로 변하게 된다.

### 결정학

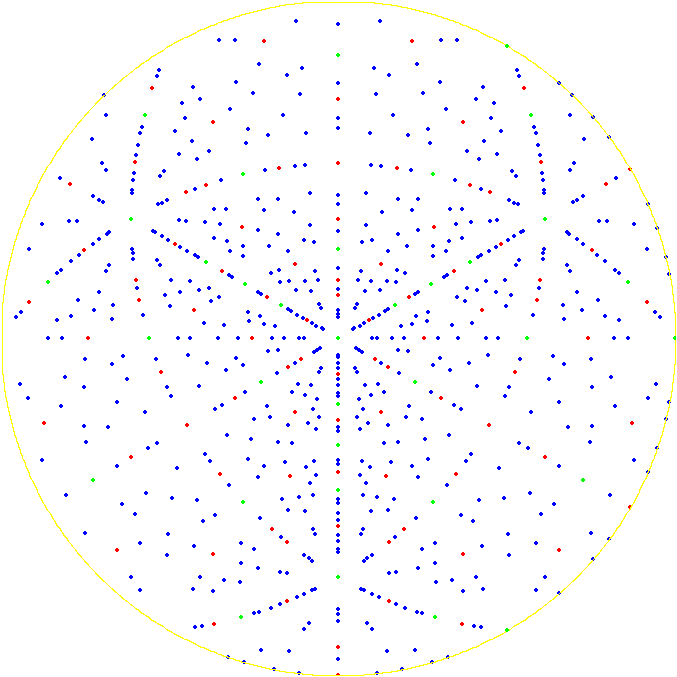
[111] 방향의 다이아몬드 격자에 대한 결정학적 극 그림

결정학에서, 3차원 공간에서의 결정 축과 면의 방향은 기하학적 핵심 관심사로, 그 예시로는 X-선과 전자의 회절 무늬의 해석이 있다. 이 방향들은 위에서 다룬 선과 평면의 시각화를 통해 알 수 있다. 즉, 결정 축과 결정 면에 대한 극은 북반구와 교차하고 이 점들은 평사 투영을 사용하여 그래프로 표현될 수 있다. 극의 그래프는 pole figure (극점도) 라고 한다.
전자의 회절에서, Kikuchi lines (키쿠치선) 쌍은 격자 평면과 에발트 구면의 교차점을 꾸미는 띠로 나타나므로, 결정의 평사 투영에 실험적 접근이 가능하도록 한다. 키쿠치 모델은 역격자 공간에서 형상화 된다.

### 지질학

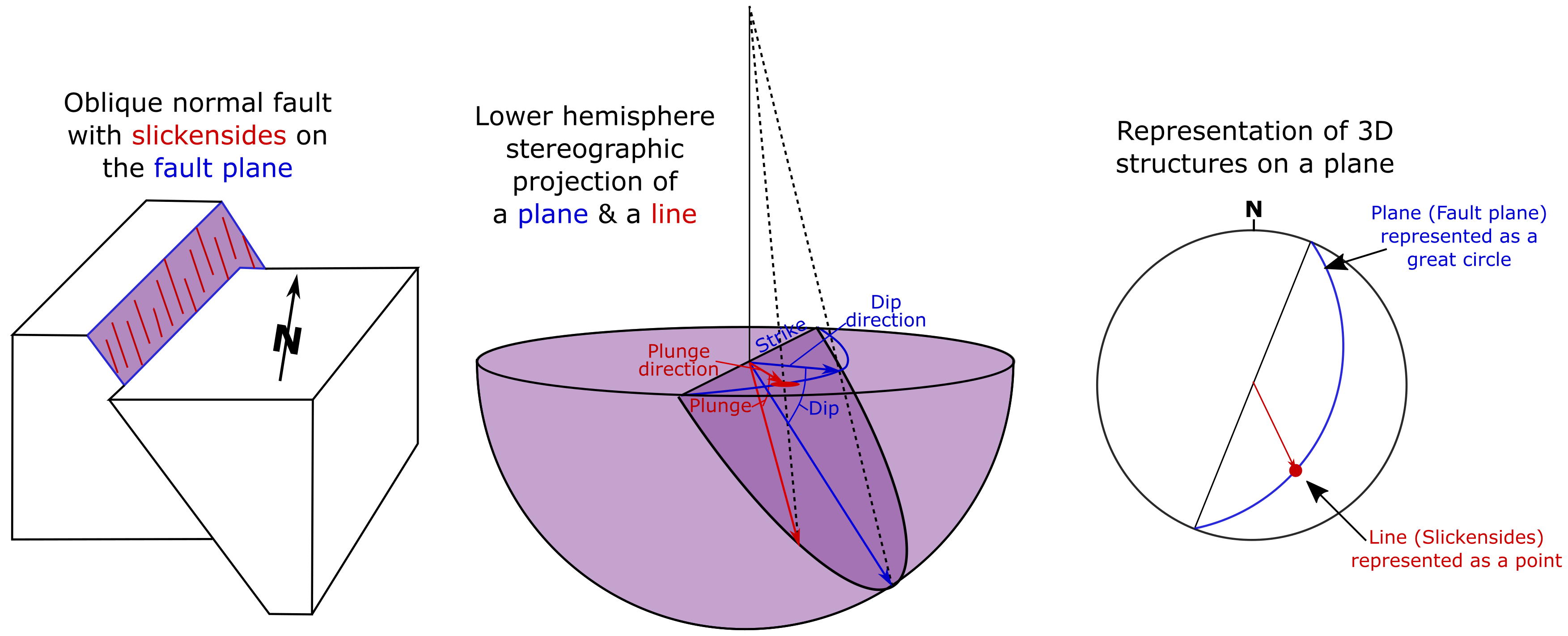
하반구 입체 투영을 사용하여 구조 지질학에서 평면 및 선형 데이터 플롯하기, 매끄러운 측면 선형을 가진 단층 평면의 예 사용

구조 지질학 연구자들은 여러 가지 이유로 평면과 선의 방향에 관심을 갖는다. 암석의 단층은 평면적인 특징이며, 종종 선형이라고 하는 선형 특징을 포함한다. 마찬가지로 단층면은 슬릭사이드와 같은 선형 특징을 포함할 수 있는 평면적 특징이다.
이러한 다양한 축척의 선과 평면의 방향은 위의 선과 평면 시각화 섹션의 방법을 사용하여 그릴 수 있다. 결정학에서와 마찬가지로 평면은 일반적으로 극을 기준으로 플롯된다. 결정학과는 달리, 북반구 대신 남반구가 사용된다(문제의 지질학적 특징이 지표면 아래에 있기 때문이다). 이러한 맥락에서 평사 투영법은 종종 등각 하반구 투영법이라고도 한다. 램버트 방위각 등면적 하반구 투영법에 의해 정의된 등면적 하반구 투영법은 특히 밀도 윤곽과 같은 후속 통계 분석을 수행할 때 사용된다.

### 암반 역학
평사 투영은 암반 사면의 안정성을 평가하는 데 가장 널리 사용되는 방법 중 하나이다. 이를 통해 3차원 방향 데이터를 2차원으로 표현하고 분석할 수 있다. 평사 투영 내의 운동학 분석은 불리한 방향의 불연속성으로 인해 발생하는 평면, 쐐기 및 전도 실패와 같은 다양한 암반 사면 실패 모드의 잠재력을 평가하는 데 사용된다. 이 기술은 불연속성 세트와 관련하여 암반 사면의 방향을 시각화하여 가장 가능성이 높은 실패 유형을 쉽게 평가하는 데 특히 유용하다. 예를 들어, 평면 실패는 불연속성 세트의 타격이 사면과 평행하고 불연속성이 미끄러질 수 있을 만큼 가파른 각도로 사면 쪽으로 내려가지만 사면 자체보다 가파르지 않을 때 더 가능성이 높다.
또한 일부 저자는 경사 질량 등급(SMR) 및 암석 질량 등급 등 경사면의 암석 질량 분류를 위해 경사면과 불연속체 사이의 평행성, 불연속체의 기울기, 불연속체와 경사면 사이의 상대 각도 등 기하학적 보정 파라미터를 쉽게 계산하는 평사 투영 기반의 그래픽 방법을 개발하기도 한다.

### 사진술

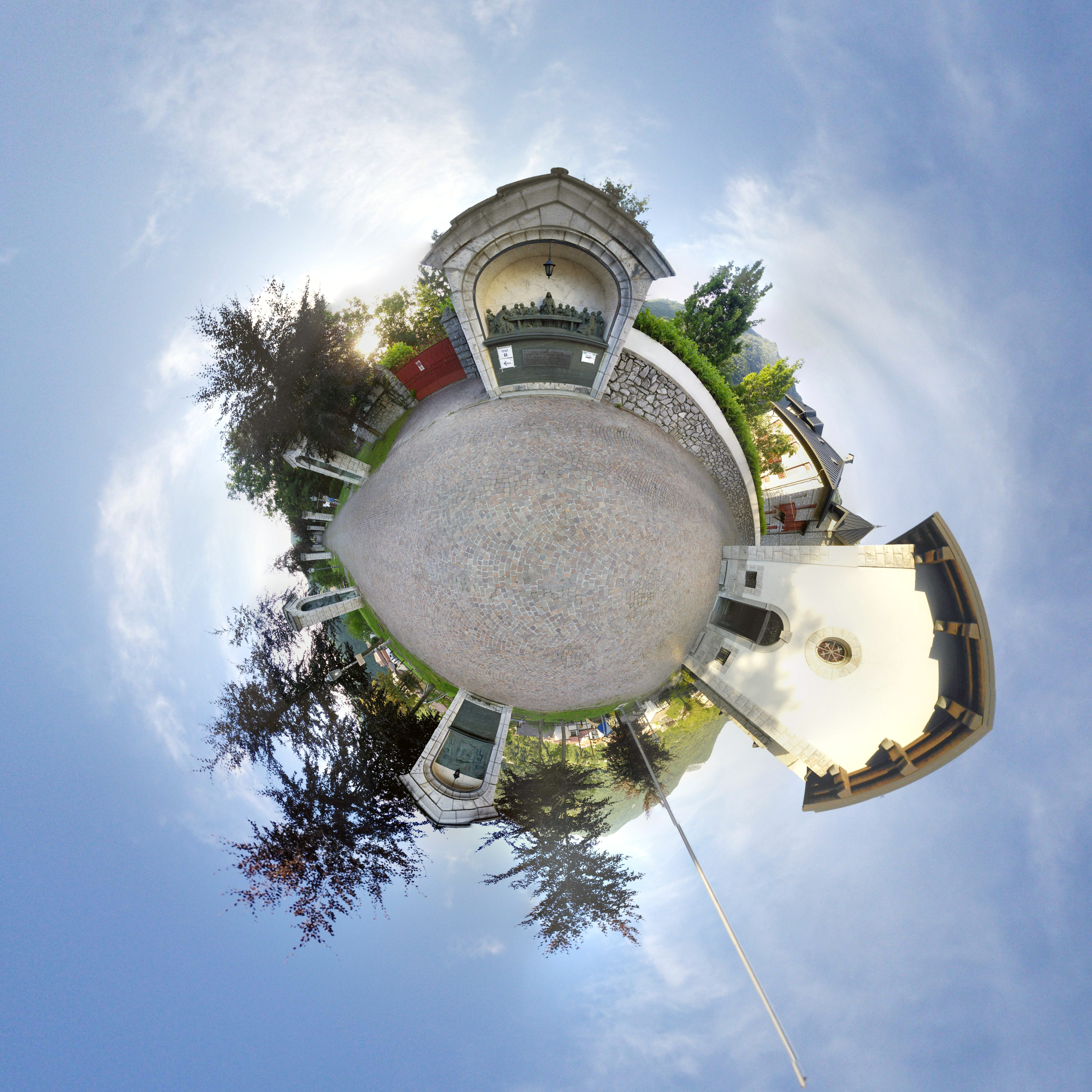
위키마니아 2016 기간 동안 이탈리아 롬바르디아주 에시노 라리오에 있는 미켈레 베다니의 최후의 만찬 조각의 구형 파노라마를 입체 투영한 모습.

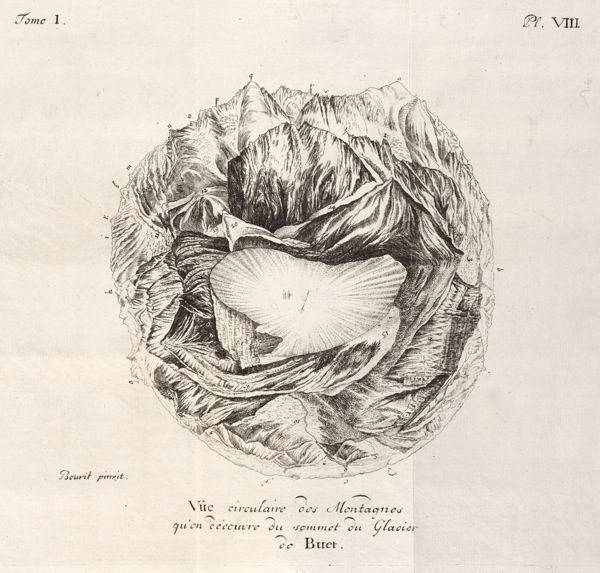
“뷰 서큘러 데스 몽타뉴 드 부에 빙하”, 호레이스-베네딕트 드 소쉬르, 알프스 여행, 제네바 주변 자연사에 관한 에세이의 사전. 뇌샤텔, 1779-96, 8쪽.

어안 렌즈는 넓은 시야를 담기 위해서 평사 투영을 사용한다. 등면적 사영 방법인 전통 어안 렌즈와 비교했을 때, 폐곡선 면적은 더 잘 보존되며 선들도 덜 왜곡된다. 그런 장점이 있지만, 평사 투영을 사용하는 현대 어안 렌즈는 구조화하는데 더 값비싸다. Panotools와 같은 이미지 매핑 소프트웨어는 등면적 어안 렌즈를 다시 평사 투영화 시키게 해준다.
평사 투영은 구형 파노라마를 매핑하기 위해서 사용되었다. 1779년 Horace Bénédict de Saussure 가 처음 시작했다. 이 것의 대표적인 결과물이 little planet (when the center of projection is the nadir) 과 a tube (when the center of projection is the zenith)이다.
평사 투영을 사용하는 인기도는 점점 유명해져 다른 투영에도 영향을 주었다.

## 같이 보기
- 성반 (천문학)
- 천문시계
- 푸앵카레 원판
- 평사도법
- 어안 렌즈

### 비디오
- Proof about Stereographic Projection taking circles in the sphere to circles in the plane
- Lapse Stereographic Projection - 비메오

### 소프트웨어
- Stereonet, a software tool for structural geology by Rick Allmendinger.
- PTCLab, the phase transformation crystallography lab
- Sphaerica, software tool for straightedge and compass construction on the sphere, including a stereographic projection display option
- Estereografica Web, a web application for stereographic projection in structural geology and fault kinematics by Ernesto Cristallini.